# You Can Call Me Al
"You Can Call Me Al" er en sang af Paul Simon, og den første single fra hans album Graceland. Sangen nåede oprindeligt en placering som nr. 44 på hitlisten i USA i oktober 1986, men blev genudgivet med bedre promovering i marts 1987 og opnåede en 23. plads. I Storbritannien toppede den som nr. 4, og nr. 2 i Sverige og Holland.
Teksten beskriver en mand med en identitetskrise ("Where's my wife and family? What if I die here? Who'll be my role model?").
Sangen indeholder en usædvanlig bassolo udført af Bakithi Kumalo, hvor anden halvdel er en optagelse af første halvdel spillet baglæns.
Navnene til sangen kommer fra en episode ved en fest Simon og hans daværende kone Peggy Harper deltog i. Festens vært kaldte fejlagtigt Paul for "Al", og Peggy "Betty", hvilket inspirerede Simon til at skrive sangen.

## Musikvideoer
Paul Simon kunne ikke lide den originale musikvideo, der var en optagelse af hans optræden af sangen i en monolog i Saturday Night Live. Lorne Michaels fik delvist udtænkt en erstatningsvideo og denne blev instrueret af Gary Weis. I videoen fremstår det som om Chevy Chase synger alle Simons vokaler i en munter fremførsel, og gestikulerende til teksten. Simon havde et kedeligt udtryk igennem hele stykket, alt imens han slæber instrumenter ind (bl.a. congatrommer) så det passer sammen med musikken. De eneste tidspunkter hvor han synger er for at levere den dybe tone i sætningerne "If you'll be my bodyguard" og "I can call you Betty" i omkvædet. Under den instrumentale fade-out udfører Chase og Simon en rytmisk synkrondans. Chase, der er 1,93 m høj ragede højt op over den meget mindre, 1,60 m, Simon.
Efter det indledende håndtryk i musikvideoen begynder Simon at synge men stopper og kigger stærkt forundret på Chase, da han synger i stedet.
Fløjtesoloen i sangen blev udført af Morris Goldberg.

## Coverversioner
Den danske house-duo Musikk udgav i 2002 en coverversion af sangen, hvor Morten Remar lagde vokal til. Den blev #10 på den danske single-hitliste.
Det britiske indie folk band Noah And The Whale lavede en cover af nummeret som en b-side i 2008.
Jens Lekman, en svensk popsanger, spiller en akustisk cover af sangen, minus omkvædet ved sine optrædener.
Det amerikanske jamband moe. laver en elektrisk version af sangen ved deres koncerter, hvori Al Schnier synger vokal.